# Halowe Mistrzostwa Świata w Lekkoatletyce 2003 – pchnięcie kulą mężczyzn
Pchnięcie kulą mężczyzn – jedna z konkurencji rozgrywanych podczas halowych mistrzostw świata w lekkoatletyce w 2003. Kwalifikacje oraz finał odbyły się 14 marca.
Do kwalifikacji zgłoszonych zostało 14 zawodników z 12 państw.
Zawody w tej konkurencji wygrał reprezentant Hiszpanii Manuel Martínez. Drugą pozycję zajął zawodnik ze Stanów Zjednoczonych John Godina, trzecią zaś reprezentujący Ukrainę Jurij Biłonoh.

## Wyniki

### Kwalifikacje
Źródło: 
| Miejsce | Zawodnik           | Państwo           | Podejście | Podejście | Podejście | Wynik | Uwagi |
| Miejsce | Zawodnik           | Państwo           | #1        | #2        | #3        | Wynik | Uwagi |
| ------- | ------------------ | ----------------- | --------- | --------- | --------- | ----- | ----- |
| 1.      | John Godina        | Stany Zjednoczone | 20,88     | –         | –         | 20,88 | SB    |
| 2.      | Jurij Biłonoh      | Ukraina           | 20,55     | –         | –         | 20,55 |       |
| 3.      | Joachim Olsen      | Dania             | X         | 20,13     | 20,45     | 20,45 | SB    |
| 4.      | Manuel Martínez    | Hiszpania         | 20,13     | 20,36     | –         | 20,36 | SB    |
| 5.      | Justin Anlezark    | Australia         | X         | 20,25     | –         | 20,25 |       |
| 6.      | Tepa Reinikainen   | Finlandia         | 20,24     | 20,04     | 20,12     | 20,24 |       |
| 7.      | Arsi Harju         | Finlandia         | 20,19     | X         | X         | 20,19 |       |
| 8.      | Milan Haborák      | Słowacja          | X         | 19,95     | –         | 19,95 |       |
| 9.      | Pawieł Czumaczenko | Rosja             | 19,71     | X         | X         | 19,71 |       |
| 10.     | Rutger Smith       | Holandia          | 19,06     | 19,59     | X         | 19,59 |       |
| 11.     | Kevin Toth         | Stany Zjednoczone | X         | X         | 19,35     | 19,35 |       |
| 12.     | Ralf Bartels       | Niemcy            | 19,32     | 19,15     | X         | 19,32 |       |
| –       | Paolo Dal Soglio   | Włochy            | X         | X         | X         | NM    |       |
| –       | Gheorghe Gușet     | Rumunia           | –         | 19,44     | –         | 19,44 |       |

### Finał
Źródło: 
| Miejsce | Zawodnik         | Państwo           | Podejście | Podejście | Podejście | Podejście | Podejście | Podejście | Wynik | Uwagi |
| Miejsce | Zawodnik         | Państwo           | #1        | #2        | #3        | #4        | #5        | #6        | Wynik | Uwagi |
| ------- | ---------------- | ----------------- | --------- | --------- | --------- | --------- | --------- | --------- | ----- | ----- |
| 01 !    | Manuel Martínez  | Hiszpania         | 20,73     | 21,14     | 21,07     | 21,01     | 20,70     | 21,24     | 21,24 | SB    |
| 02 !    | John Godina      | Stany Zjednoczone | X         | X         | 21,23     | X         | X         | 20,66     | 21,23 | SB    |
| 03 !    | Jurij Biłonoh    | Ukraina           | 21,13     | 20,92     | 21,07     | X         | 20,83     | X         | 21,13 |       |
| 4.      | Arsi Harju       | Finlandia         | X         | 20,64     | 20,71     | 20,96     | 20,90     | X         | 20,96 |       |
| 5.      | Justin Anlezark  | Australia         | 20,04     | X         | 20,65     | 20,03     | X         | 19,91     | 20,65 |       |
| 6.      | Tepa Reinikainen | Finlandia         | 20,13     | 20,44     | 20,53     | 20,52     | X         | 20,59     | 20,59 |       |
| 7.      | Milan Haborák    | Słowacja          | 19,67     | 20,04     | 20,08     | X         | X         | 20,21     | 20,21 |       |
| 8.      | Joachim Olsen    | Dania             | 20,12     | X         | X         | X         | X         | 19,93     | 20,12 |       |